# Астрономическа обсерватория на Софийския университет
Астрономическата обсерватория на Софийския университет „Св. Климент Охридски“ е първата астрономическа обсерватория в България и една от първите на Балканския полуостров. Обсерваторията е и първата сграда, построена за нуждите на Софийския университет. Създадена е през 1894 г. по инициатива на проф. Марин Бъчваров. Разположена е в Борисовата градина, в близост до плувния басейн „Мария Луиза“. Основната цел на астрономическата обсерватория е образователна за целите на катедра „Астрономия“ на Физическия факултет на Софийския университет.

## История
Строежът на старото здание и големият купол започва през 1892 г. в ливади извън София, далеч от градските светлини, и е завършен през 1894 г.; днес сградата попада на територията на един от централните градски паркове – Борисовата градина. Първият уред за наблюдение, който се използва е зрителната тръба на д-р Петър Берон. През 1886 г. тя е подарена на Българското книжовно дружество от племенника му Стефан Берон, а от дружеството я предоставят за нуждите на Висшето училище. Зрителната тръба е произведена от фирмата Merz в Мюнхен през втората половина на XIX в. Нейното увеличение е около 500 пъти. Днес тя е експонат на Националния политехнически музей в София.
През 1897 г. проф. Марин Бъчеваров доставя първият телескоп на постоянен фундамент в България. Той е на екваториална монтировка Grubb, с обектив 6 инча. Реставриран е през 2004 г., като употребата му продължава и в днешно време.
През 1910 г. са извършени наблюдения на Халеевата комета от проф. Бъчеваров. В същото време студентът А. Кунчев пресмята ефемеридите на кометата. Наблюдения на кометата прави и асистент Кирил Попов, който ги публикува в две статии в Comptes Rendus на Френската академия. Съхранени са наблюденията и преизчисленията на условията за затъмнения на Слънцето и Луната и на окултации на звезди от Луната, направени от проф. Бъчеваров.
От 1928 до 1965 г. ръководител на астрономическата обсерватория е академик Никола Бонев. По това време обсерваторията е разширена и са построени аудитория за учебни занятия, тераса за астрономически наблюдения и друг по-малък купол. От 1942 до 1986 г. обсерваторията е Служба за точно време.